# Суперкубок Англії з футболу 1962
Суперкубок Англії з футболу 1962 — 40-й розіграш турніру. Матч відбувся 11 серпня 1962 року між чемпіоном Англії «Іпсвіч Таун» та володарем кубка країни «Тоттенгем Готспур».
| Володар Суперкубка Англії 1962      |
| ----------------------------------- |
|                                     |
| «Тоттенгем Готспур» Четвертий титул |

## Учасники
| Клуб                | Участей | Роки (жирним виділено перемоги) |
| ------------------- | ------- | ------------------------------- |
| «Іпсвіч Таун»       | дебют   | дебют                           |
| «Тоттенгем Готспур» | 4       | 1920, 1921, 1951, 1961          |

## Матч

### Деталі
| 11 серпня 1962 |

| «Іпсвіч Таун» | 1–5      | «Тоттенгем Готспур»                         |
| ------------- | -------- | ------------------------------------------- |
| Стівенсон 84' | Протокол | Грівз 36', 58' Сміт 42' Вайт 81' Медвін 87' |

| Портмен-Роуд, Іпсвіч Глядачів: 20 067 Арбітр: Кен Дагнол |

|  |  |

| В                |  | Рой Бейлі        |
| З                |  | Ларі Карберрі    |
| З                |  | Джон Комптон     |
| З                |  | Біллі Бакстер    |
| ПЗ               |  | Енді Нельсон (к) |
| ПЗ               |  | Джон Елсворсі    |
| ПЗ               |  | Рой Стівенсон    |
| ПЗ               |  | Джиммі Літбеттер |
| Н                |  | Дуг Моран        |
| Н                |  | Рей Кроуфорд     |
| Н                |  | Тед Філліпс      |
| Головний тренер: |  |                  |
| Альф Ремзі       |  |                  |

| В                |  | Білл Браун            |
| З                |  | Пітер Бейкер          |
| З                |  | Рон Генрі             |
| З                |  | Моріс Норман          |
| ПЗ               |  | Денні Бланчфлауер (к) |
| ПЗ               |  | Дейв Макай            |
| ПЗ               |  | Террі Медвін          |
| ПЗ               |  | Джон Вайт             |
| ПЗ               |  | Кліфф Джонс           |
| Н                |  | Боббі Сміт            |
| Н                |  | Джиммі Грівз          |
| Головний тренер: |  |                       |
| Білл Ніколсон    |  |                       |